# Kabupaten de Lombok du Nord
Le kabupaten de Lombok du Nord, en indonésien Kabupaten Lombok Utara, est une subdivision de la province de Nusa Tenggara occidental. Comme son nom l'indique, il constitue la partie nord de l'île de Lombok.

## Culture et tourisme
- Le village de Senaru est un point de départ pour l'ascension du volcan Rinjani.
- La population du village coutumier de Bayan observe une forme d'islam syncrétique appelée Wetu Telu.

## Galerie

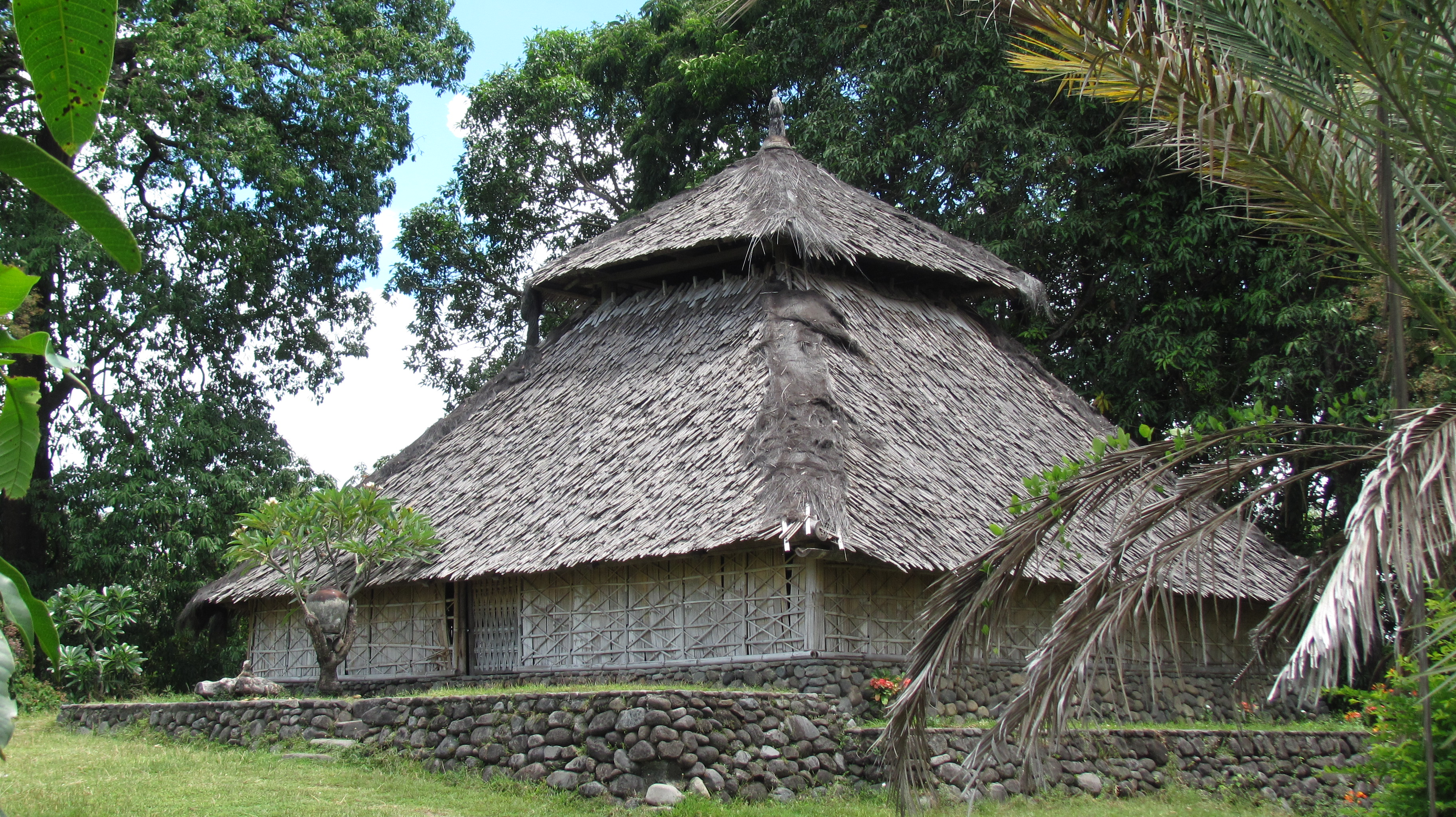
La mosquée du village de Bayan
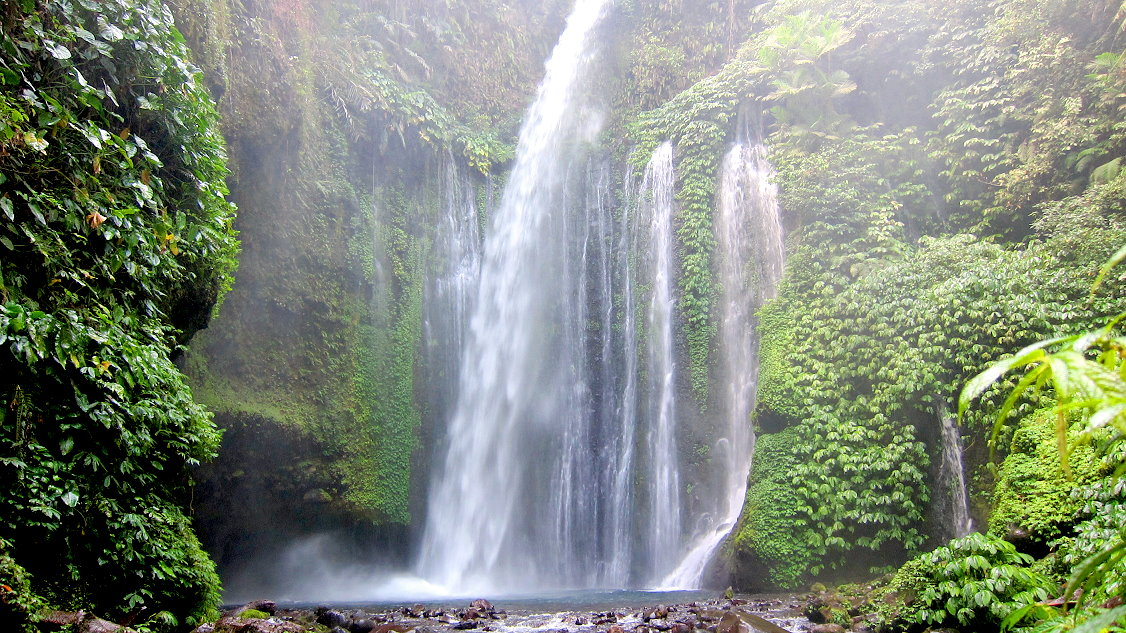
La chute d'eau de Tiu Kelep à Senaru
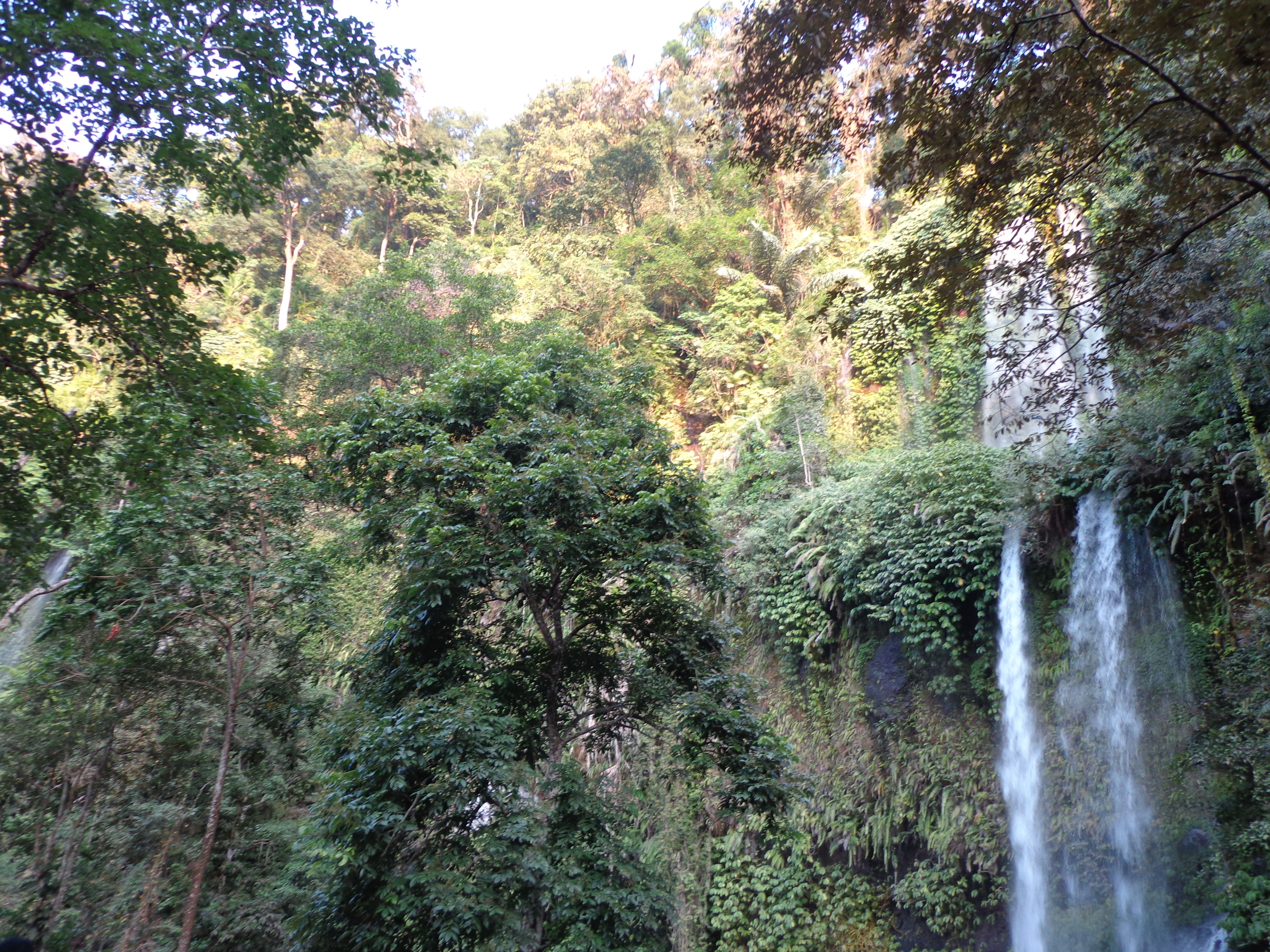
La chute d'eau de Sendang Gile à Senaru
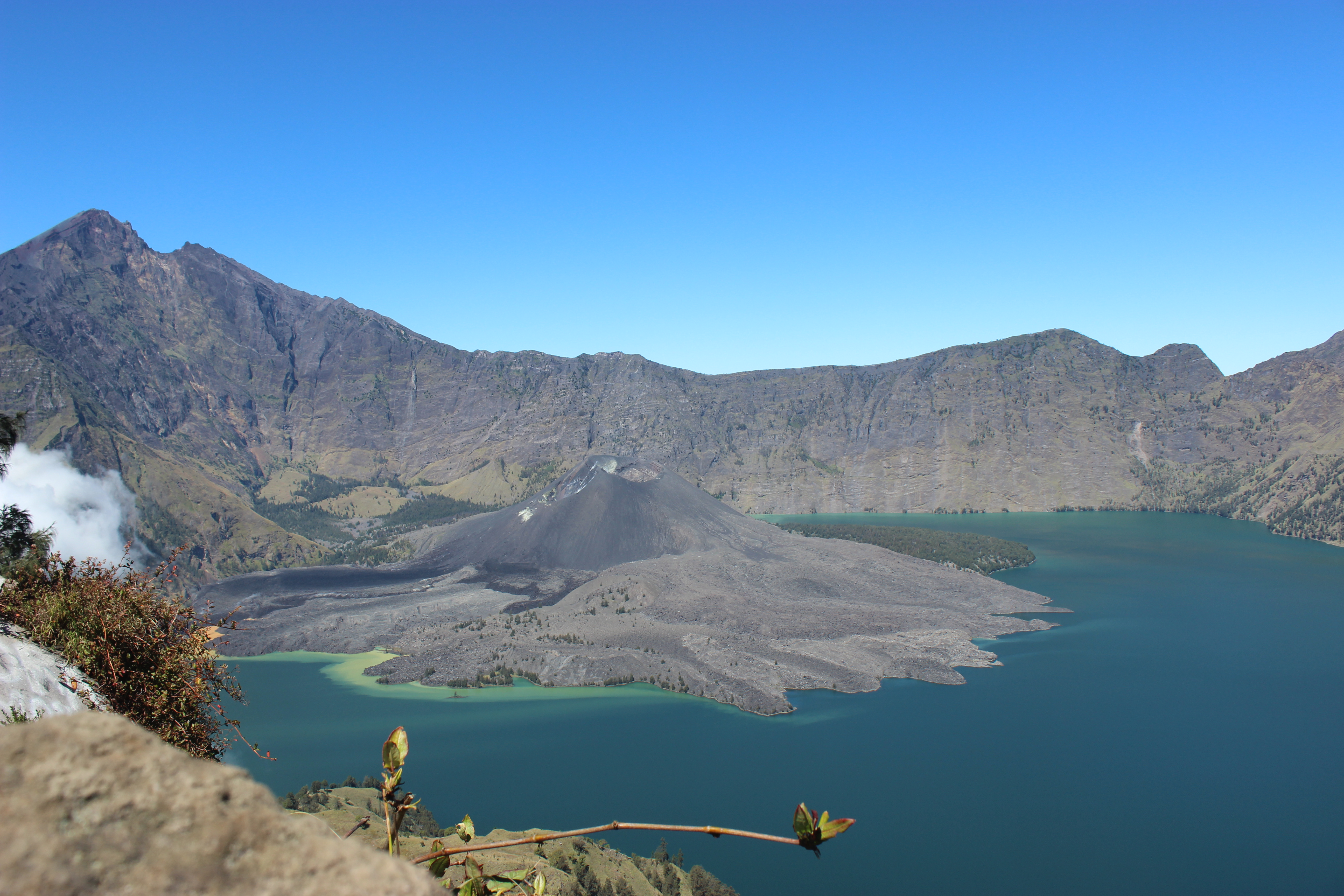
Le Segara Anak, lac de cratère du volcan Rinjani